# Nomineringar till Nordiska rådets litteraturpris från Grönland
Nomineringar till Nordiska rådets litteraturpris från Grönland görs sedan 1985 av Grönlands författarförening Atuakkiortut.
Nordiska rådet har sedan 1962 årligen delat ut Nordiska rådets litteraturpris för ett litterärt verk på ett av de nordiska språken. 

## Nomineringar
| 1991 | – Hans Anthon Lynge för Nunanni Avani (I mitt land mot nord)                                   |
| 1992 | – Frederik Nielsen för Nunaga siunissat qanoq ippa? (Mitt land, hvordan ser din fremtid ut?)   |
| 1993 | – Mariane Petersen för Taallat: niviugak aalakoortoq allallu (Den berusede flue og andre dikt) |
| 1994 | – Frederik Kristensen för Blandt mennesker mig nærmest                                         |
| 1995 | –                                                                                              |
| 1996 | –                                                                                              |
| 1997 | – Karl Siegstad för Iluliarsuit Oqquanni (I ly bak isfjellene)                                 |
| 1998 | – Aqqaluk Lynge för Isuma (Synspunkt)                                                          |
| 1999 | – Ole Korneliussen för Uumasoqat (Det andre dyret)                                             |
| 2000 | – Jørgen Fleischer för Seeredaaq allallu (Seeredaaq og de andre)                               |
| 2001 | – Hans Anthon Lynge för romanen Allaqqitat (bekjennelser)                                      |
| 2002 | – Ole Korneliussen för Saltstøtten                                                             |
| 2003 | – Kelly Berthelsen för novellsamlingen Tarningup ilua (En sjels innerste kammer)               |
| 2004 | – Kristian Olsen Aaju för diktsamlingen Oqaatsit Nunaat - Ordenes Land                         |
| 2005 | –                                                                                              |
| 2006 | – Julie Edel Hardenberg för Den stille mangfoldighed, bildpoesi                                |
| 2007 | –                                                                                              |
| 2008 | –                                                                                              |
| 2009 | – Mâgssánguaq Qujaukitsoq, för diktsamlingen Sisamanik teqeqqulik                              |
| 2010 | –                                                                                              |
| 2011 | – Kristian Olsen Aaju för Kakiorneqaqatigiit                                                   |
| 2012 | – Tungutaq Larsen för diktsamlingen Nittaallatut                                               |
| 2013 | – Mariane Petersen för diktsamlingen Piniartorsuit kinguaavi                                   |
| 2014 | – Juaaka Lyberth för romanen Naleqqusseruttortut                                               |
| 2015 | – Niviaq Korneliussen för romanen HOMO sapienne                                                |
| 2016 | – Sørine Steenholdt för novellsamlingen Zombieland (Zombiet Nunaat)                            |
| 2018 | – Magnus Larsen för självbiografin Illinersiorluni ingerlavik inussiviuvoq                     |
| 2019 | – Pivinnguaq Mørch för Arpaatit qaqortut, noveller och dikter                                  |
| 2020 |                                                                                                |
| 2021 | – Niviaq Korneliussen för romanen Naasuliardarpi                                               |
| 2022 | – Jessie Kleemann för diktsamlingen Arkhticós Dolorôs                                          |